# نادر أفشار
نادر أفشار (بالفارسية: نادر افشارعلوی‌نژاد)، هو لاعب كرة قدم إيراني سابق، ومركزه الدفاع، لعب مع منتخب بلاده في دورة الألعاب الآسيوية سنة 1951م وسنة 1958م، ولعب مع نادي تاج في الدوري الإيراني لكرة القدم.